# Martin Dwars
Martin Dwars (* 17. Dezember 1987 in Jena) ist ein deutscher Fußballtorhüter. 
Er spielte seit 1994 für den FC Carl Zeiss Jena und kam in der Saison 2008/09 am 7. Spieltag zu seinem Profi-Debüt in der 3. Liga, ohne indessen die Nummer 1 im Team, Carsten Nulle, ablösen zu können. Zur Saison 2010/11 wechselte er in die Verbandsliga Mecklenburg-Vorpommern zum FC Pommern Greifswald und in der Winterpause derselben Saison zum Ligakonkurrenten 1. FC Neubrandenburg 04. Mit Neubrandenburg stieg Dwars am Ende der Saison in die Oberliga Nordost auf. Nachdem er in der Saison 2011/12 auf nur zwei Einsätze im Tor des 1. FC kam, wechselte er 2012 zum Oberliga-Aufsteiger SV Waren 09. Auch in Waren wurde Dwars nicht zum Stammtorhüter und ging 2013 zum Kreisoberligisten SV Motor Süd Neubrandenburg. 2014 folgte der Wechsel zum VfB Berlin-Friedrichshain in die Berliner Bezirksliga. In seiner letzten Saison 2017/18 stand Dwars im Dienst des Berliner Landesligisten FSV Berolina Stralau.
Dwars ist 1,88 m groß und sein Wettkampfgewicht beträgt 80 kg.